# District de Tiên Lãng
Tiên Lãng est un district rural de Haïphong dans le delta du fleuve Rouge au Viêt Nam. 

## Géographie
La superficie du district est de 189,04 km2. 